# Рубцовский округ
Рубцовский округ — административно-территориальная единица Сибирского края, существовавшая в 1925—1930 годах.
Рубцовский округ был образован 9 декабря 1925 года из Рубцовского уезда Алтайской губернии. Округ был разделён на 9 районов:
- Змеиногорский район. Центр — село Змеиногорск
- Колыванский район. Центр — село Колывань
- Курьинский район. Центр — село Курья
- Локтевский район. Центр — село Локоть
- Покровский район. Центр — село Берёзовка
- Поспелихинский район. Центр — село Поспелиха
- Рубцовский район. Центр — село Рубцовка (город Рубцовск)
- Угловский район. Центр — село Угловское
- Чарышский район. Центр — село Белоглазово

В декабре 1925 в состав район вошёл Шипуновский район с центром в селе Шипуново, переданный из Барнаульского округа.
30 июля 1930 Рубцовский округ, как и большинство остальных округов СССР, был упразднён. Его районы отошли в прямое подчинение Западно-Сибирского края.
Население округа в 1926 году составляло 418,8 тыс. человек. Из них русские — 81,3 %; украинцы — 15,5 %; мордва — 1,0 %.